# Bonnegarde
Bonnegarde là một xã trong tỉnh Landes ở Aquitaine tây nam nước Pháp